# Мрежни оперативни систем
Мрежни оперативни систем (енг. Network operating system — NOS) специјализован је оперативни систем за мрежни уређај попут рутера, прекидача или заштитног зида. 
За рад рачунара у мрежи неопходан је мрежни оперативни систем. Он контролише коришћење мрежних ресурса (датотека, апликација, штампача и других периферних уређаја) и приступ и права корисника у мрежи. Осим што мора да обезбеди све што и обичан оперативни систем, мрежни оперативни систем мора да обавља и следеће:
- да омогући приступ датотекама и ресурсима на мрежи (нпр. штампачима);
- да пружи услуге преноса порука и/или електронске поште (имејл);
- да омогући чворовима у мрежи да међусобно комуницирају;
- да одговори на захтеве апликација или корисника на мрежи;
- да пресликава захтеве и путање до одговарајућих места на мрежи.

NOS укључује много више могућности од нормалног клијентског оперативног система. Постоје две врсте мрежних оперативних система: једни, који се додају на већ постојећи оперативни систем рачунара (као што је NetWare) и други, где је софтверска подршка већ уграђена у постојећи оперативни систем (као што је Windows — Windows NT, Windows 2000, Windows Server 2019 — Unix. GNU / Linux итд.).